# Colonel John Ashley House
Das Colonel John Ashley House ist ein im Jahr 1735 von John Ashley errichtetes Wohnhaus bei der Stadt Sheffield im Bundesstaat Massachusetts der Vereinigten Staaten. Es wurde am 10. Februar 1975 in das National Register of Historic Places (NRHP) eingetragen. Das Haus wird heute als Museum genutzt und von der Organisation The Trustees of Reservations verwaltet. Unmittelbar angrenzend befindet sich das Schutzgebiet Bartholomew’s Cobble, das früher ebenfalls Ashley gehörte.

## Geschichte
John Ashley errichtete 1735 im Alter von 25 Jahren für seine aus den Niederlanden stammende Ehefrau Hannah Hogeboom dieses Gebäude, das heute das älteste noch bestehende Bauwerk im Berkshire County ist. Es wurde im 18. Jahrhundert zum Zentrum des sozialen, ökonomischen und politischen Lebens im westlichen Massachusetts – unter anderem wurde in den Räumen des Hauses die 1773 veröffentlichte Sheffield Declaration entworfen, in der individuelle Rechte für jedermann und das Ende der britischen Tyrannei gefordert wurden.
Dies trug letztendlich weniger als zehn Jahre später dazu bei, dass die Sklaverei in Massachusetts abgeschafft wurde, wodurch auch Elizabeth Freeman (Spitzname „Mum Bett“), die als Sklavin im Ashley-Anwesen gehalten worden war, freikam, indem sie John Ashley 1781 vor Gericht verklagte und den Fall gewann.
1930 wurde das Haus von seiner ursprünglichen Position an seine heutige Stelle umgesetzt. 1972 ging es in den Besitz der Trustees of Reservations über, die es zu einem Museum umbauten.

## Museum
Das heutige Museum spiegelt die ineinander verwobene Geschichte zweier völlig unterschiedlicher Gruppen von Menschen – der Ashley-Familie und ihrer fünf im Haus lebenden Sklaven – des 18. Jahrhunderts wider. John Ashley hatte das Haus 1735 errichtet und häufte in den folgenden mehr als 30 Jahren erheblichen Reichtum und Grundbesitz an. Als er 1802 starb, umfasste sein Landbesitz mehr als 3.000 Acres (12,14 km²), darunter auch das 329 Acres (1,33 km²) große Gebiet, das heute als Bartholomew’s Cobble ebenfalls unter dem Schutz der Trustees of Reservations steht.
Das Haus ist – neben seinem Eintrag im NRHP – ein Ankerpunkt des Upper Housatonic Valley African American Heritage Trail sowie Teil des Berkshire 18th Century Trail. Im Museum sind hochwertige Sammlungen von Irdengütern, Möbeln und Werkzeugen zu sehen.